# Shahrestān di Abarkūh
Lo shahrestān di Abarkūh (farsi شهرستان ابرکوه) è uno degli 11 shahrestān della provincia di Yazd, il capoluogo è Abarkūh. Lo shahrestān è suddiviso in 2 circoscrizioni (bakhsh): 
- Centrale (بخش مرکزی)
- Bahman (بخش بهمن), con la città di Mehrdasht.